# Grb Osječko-baranjske županije
Grb Osječko-baranjske županije je grb koji ima oblik ovalnog i u podnožju zašiljenog štita crvene boje. Omjer visine i širine mu je 3:2. Na crvenom štitu se nalaze dvije srebrne grede koje simboliziraju dvije rijeke: Dravu i Dunav. U sredini štita je plavo polje na kojem se nalazi most na tri luka i lučni otvor za vrata. Gledano heraldički, u gornjem dijelu grba s desna na lijevo su zlatni križ, zlatna šestokraka zvijezda i zlatno sidro. Na dnu grba se nalazi kuna zlatica okrenuta heraldički prema desno. Grb je obrubljen zlatnom bojom.

## Simbolika
Na crvenoj podlozi grba, koja simbolizira silu i neustrašivost države, nalaze se: 
- kuna zlatica (dno grba) - simbolizira Slavoniju,
- križ, sidro i Marsova zvijezda (vrh grba) - simboliziraju vjeru, nadu i bitku za samobitnost.

Na plavoj podozi, koja predstavlja mudrost, pravičnost, slavu i dobar glas županije, nalaze se:
- most i kula koji predstavljajući Osijek i Baranju simboliziraju jedinstvo županije. Srebrne su boje, kao i dvije grede koje predstavljaju Dunav i Dravu. Srebrna boja mosta i rijeka predstavljaju pošteno srce, čistoću i vjernost.

Zlatna boja obruba grba predstavlja sretno doba Slavonije i Baranje.

## Poveznice
- Odluka o uporabi grba, zastave i imena Osječko-baranjske županije